# За све ове године
За све ове године је други албум сарајевске поп рок групе Црвена јабука. Албум је изашао 1987. године. Албум је посвећен погинулим члановима групе Дражену Ричлу и Аљоши Бухи. На албуму су и две баладе: Туго, несрећо и Узми ме кад хоћеш ти као и две песме које је, својим звуком, требало да подсете на први албум групе:
- „Једина"
- „Отров"

## О албуму
Албум За све ове године је наишао на добар пријем код публике и, мада су многи помислили да се група распала, пошто је Дражен Ричл био персонификација и душа групе, успех другог албума охрабрио је преостале чланове да наставе као трио, са Златком Арсланагићем као главним текстописцем, Драженом Жерићем као певачем и Дарком Јелчићем на бубњевима. 
На омоту албума се поново појављује црвена јабука али овога пута само као јабука.
Све песме на албуму је компоновао и написао текст Златко Арсланагић – Злаја, осим наведених.

## Постава
- Златко Арсланагић - Злаја: ритам гитара
- Дражен Жерић Жера: вокал, клавијатуре
- Дарко Јелчић Цуња: бубњеви, удараљке

## Списак песама
1. Одломак из песме Туго несрећо Отров
2. Одломак из песме Ако, ако Туго, несрећо (Зијо)
3. За све ове године
4. Дођи код мене (Зијо/Злаја)
5. Нема више времена
6. Умријећу ноћас од љепоте
7. Ако, ако
8. Узми ме кад хоћеш ти
9. Хајде, хајде де, опусти се (Жера/Злаја)
10. Да је само мало среће (Зијо)
11. Једина
12. Осим тебе, Љубави

## Обраде
- Дођи код мене - Boys Don't Cry (The Cure)[3]
- Туго несрећо[4]-Успаванка за Радмилу М[5]-Бацила је све низ ријеку[6]